# Ligue européenne de rink hockey 2009-2010
Navigation
Ligue européenne 2008-2009 Ligue européenne 2010-2011
La Ligue européenne de rink hockey 2009-2010 est la 45e édition de la plus importante compétition européenne de rink hockey entre équipes de club, et la 3e sous la dénomination Ligue européenne.

## Participants
Les 16 équipes participantes sont le champion en titre de la Ligue européenne, le Reus Deportiu, les deux clubs finalistes de la Coupe CERS de la saison 2008-2009, les clubs vainqueurs de leur Ligue ou championnat national. Pour compléter la liste de 16, les meilleurs clubs au ranking européen sont également sélectionnés.

## Déroulement
Cette édition 2009-2010 se déroule en deux phases : une phase de poules et un Final six.
Durant la phase de groupes, les 16 équipes sont réparties dans 4 groupes de 4 équipe chacun. À l'intérieur d'un groupe, chaque équipe se rencontre sous la forme de matchs aller et retour. Chaque match donne droit aux points suivants : 3 en cas de victoire, 1 en cas de match nul et 0 en cas de défaite. La meilleure équipe de chaque groupe est qualifié pour le Final Six. Les deux dernières places pour la finale se jouent entre les seconds de chaque groupe, via des matchs aller-retour.
Le Final Six se déroule sur 4 jours et en terrain neutre. Cette ultime phase est organisée sous la forme d'une coupe avec une première phase de 2 groupes de 3 équipes. La meilleure équipe de chaque poule accède ensuite à la finale.

## Phase de groupes

### Groupe A
Le groupe A est composé des équipes de CP Vic, Follonica H, SCRA Saint-Omer et CH Mataro.
| Rang | Équipe          | Pts | J | G | N | P | Bp | Bc | Diff |  | Résultats (dom.\ext.) |     |     |     |     |
| ---- | --------------- | --- | - | - | - | - | -- | -- | ---- |  | --------------------- | --- | --- | --- | --- |
| 1    | CP Vic          | 16  | 6 | 5 | 1 | 0 | 22 | 9  | +13  |  | CP Vic                |     | 2-1 | 5-2 | 3-1 |
| 2    | Follonica H     | 9   | 6 | 3 | 0 | 3 | 23 | 17 | +6   |  | Follonica H           | 2-5 |     | 9-1 | 6-2 |
| 3    | CP Mataro       | 6   | 6 | 2 | 0 | 4 | 15 | 27 | -12  |  | CP Mataro             | 1-5 | 4-1 |     | 5-3 |
| 4    | SCRA Saint-Omer | 6   | 4 | 1 | 1 | 4 | 15 | 22 | -7   |  | SCRA Saint-Omer       | 2-2 | 3-4 | 1-3 |     |

### Groupe B
Le groupe B est composé des équipes du Reus Deportiu, CE Noia, RSV Weil et Candelaria SC.
| Rang | Équipe        | Pts | J | G | N | P | Bp | Bc | Diff |  | Résultats (dom.\ext.) |     |     |     |     |
| ---- | ------------- | --- | - | - | - | - | -- | -- | ---- |  | --------------------- | --- | --- | --- | --- |
| 1    | CE Noia       | 13  | 6 | 4 | 1 | 1 | 24 | 18 | +6   |  | CE Noia               |     | 3-2 | 5-1 | 4-3 |
| 2    | Reus Deportiu | 13  | 6 | 4 | 1 | 1 | 24 | 11 | +13  |  | Reus Deportiu         | 4-4 |     | 5-1 | 7-0 |
| 3    | Candelaria SC | 9   | 6 | 3 | 0 | 3 | 23 | 21 | +2   |  | Candelaria SC         | 7-2 | 2-3 |     | 6-4 |
| 4    | RSV Weil      | 0   | 6 | 0 | 0 | 6 | 11 | 32 | -21  |  | RSC Weil              | 1-6 | 1-3 | 2-6 |     |

### Groupe C
Le groupe C est composé des équipes du FC Barcelone, HC Quévert, CH Lloret et Bassano H.
| Rang | Équipe       | Pts | J | G | N | P | Bp | Bc | Diff |  | Résultats (dom.\ext.) |     |     |     |      |
| ---- | ------------ | --- | - | - | - | - | -- | -- | ---- |  | --------------------- | --- | --- | --- | ---- |
| 1    | FC Barcelone | 18  | 6 | 6 | 0 | 0 | 36 | 6  | +30  |  | FC Barcelone          |     | 4-0 | 9-3 | 10-1 |
| 2    | CH Lloret    | 10  | 6 | 3 | 1 | 2 | 20 | 25 | -5   |  | CH Lloret             | 2-6 |     | 6-5 | 3-2  |
| 3    | Bassano H    | 7   | 6 | 2 | 1 | 3 | 27 | 33 | -6   |  | Bassano H             | 0-4 | 6-6 |     | 6-3  |
| 4    | HC Quévert   | 0   | 6 | 0 | 0 | 6 | 13 | 32 | -19  |  | HC Quévert            | 0-3 | 2-3 | 5-7 |      |

### Groupe D
Le groupe D est composé des équipes de ERG Iserlohn, FC Porto, AS Valdagno et CGC Viareggio.
| Rang | Équipe        | Pts | J | G | N | P | Bp | Bc | Diff |  | Résultats (dom.\ext.) |      |     |      |      |
| ---- | ------------- | --- | - | - | - | - | -- | -- | ---- |  | --------------------- | ---- | --- | ---- | ---- |
| 1    | AS Valdagno   | 13  | 6 | 4 | 1 | 1 | 34 | 18 | +16  |  | AS Valdagno           |      | 5-3 | 3-5  | 7-3  |
| 2    | FC Porto      | 10  | 6 | 3 | 1 | 2 | 38 | 21 | +17  |  | FC Porto              | 3-5  |     | 10-6 | 15-3 |
| 3    | CGC Viareggio | 8   | 6 | 2 | 2 | 2 | 22 | 24 | -2   |  | CGC Viareggio         | 4-4  | 1-1 |      | 3-2  |
| 4    | ERG Iselohn   | 3   | 6 | 1 | 0 | 5 | 13 | 44 | -31  |  | ERG Iselohn           | 0-10 | 1-6 | 4-3  |      |

## Phase de repêchage
Les équipes ayant terminé deuxième s'affrontent pour une place au Final Six.
| Club          | Aller | Cumul | Retour | Club      |
| ------------- | ----- | ----- | ------ | --------- |
| Follonica H   | 4-6   | 6-11  | 2-5    | FC Porto  |
| Reus Deportiu | 5-1   | 9-6   | 4-5    | CH Lloret |

## Final Six

### Phase de groupes

#### Groupe E
Le groupe E est composé des équipes du FC Barcelone, FC Porto et AS Valdagno.
| Rang | Équipe       | Pts | J | G | N | P | Bp | Bc | Diff |  | Résultats (dom.\ext.) |  |     |      |
| ---- | ------------ | --- | - | - | - | - | -- | -- | ---- |  | --------------------- |  | --- | ---- |
| 1    | FC Barcelone | 4   | 2 | 1 | 1 | 0 | 15 | 7  | +8   |  | FC Barcelone          |  | 4-4 | 11-3 |
| 2    | FC Porto     | 4   | 2 | 1 | 1 | 0 | 8  | 6  | +2   |  | FC Porto              |  |     | 4-2  |
| 3    | AS Valdagno  | 0   | 2 | 0 | 0 | 2 | 5  | 15 | -10  |  | AS Valdagno           |  |     |      |

#### Groupe F
Le groupe F est composé des équipes du CE Noia, Reus Deportiu et CP Vic.
| Rang | Équipe        | Pts | J | G | N | P | Bp | Bc | Diff |  | Résultats (dom.\ext.) |  |     |     |
| ---- | ------------- | --- | - | - | - | - | -- | -- | ---- |  | --------------------- |  | --- | --- |
| 1    | CP Vic        | 4   | 2 | 1 | 1 | 0 | 9  | 8  | +1   |  | CP Vic                |  | 4-3 | 5-5 |
| 2    | Reus Deportiu | 3   | 2 | 1 | 0 | 1 | 9  | 7  | +2   |  | Reus Deportiu         |  |     | 6-3 |
| 3    | CE Noia       | 1   | 2 | 0 | 1 | 1 | 8  | 11 | -3   |  | CE Noia               |  |     |     |

### Finale
Le FC Barcelone remporte le 30 mai 2010 la Ligue européenne en battant Roncato Vic en finale par 4 buts à 1.